# Tuszemla
Tuszemla (biał. Тушамля; ros. Тушемля) – wieś na Białorusi, w obwodzie grodzieńskim, w rejonie świsłockim, w sielsowiecie Dobrowola, na terenie Parku Narodowego „Puszcza Białowieska”, w pobliżu granicy z Polską.
W dwudziestoleciu międzywojennym leżała w Polsce, w województwie białostockim, w powiecie bielskim, w gminie Masiewo. 